# Nervus accessorius

Hirnbasis mit Hirnnerven – unten der Nervus accessorius (blau)

Der paarige Nervus accessorius [Willisii] (lateinisch accessorius ‚hinzutretend‘, so „hinzukommender Nerv“; gelegentlich mit dem Zusatz Willisii, dem Genitiv des latinisierten Namens seines Erstbeschreibers Thomas Willis) führt motorische Nervenfasern und wird gemeinhin als elfter Hirnnerv, N. XI, der Tetrapoden bezeichnet.
Er besteht allerdings aus einem kranialen Anteil und einem spinalen Anteil, die mit getrennten Wurzeln (Radices) entspringen, vorübergehend gemeinsam einen kurzen Stamm (Truncus) bilden, und sich wieder in zwei Äste (Rami) aufteilen.
- Die Fasern des kranialen Teils stammen von Nervenzellköpern des Nucleus ambiguus im Markhirn am Boden der Rautengrube, treten als Radices craniales in kaudaler Fortsetzung der Wurzelfasern des Nervus vagus aus dem Verlängerten Mark, und werden nach dem Schädelaustritt als Ramus internus dem Vagusnerven zugeführt. Sie stellen die kaudale Fortsetzung des Vagus dar und innervieren branchiomere Muskulatur von Schlund und Kehlkopf.

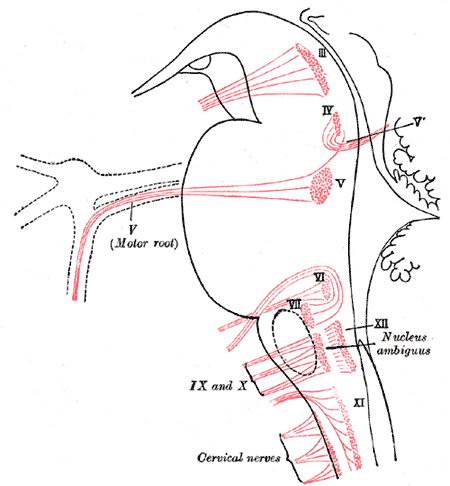
Motorische Kerne der Hirnnerven – unten Nucleus nervi accessorii (XI)

- Die Fasern des spinalen Teils stammen von Nervenzellkörpern des Nucleus nervi accessorii im Vorderhorn der Segmente C1 bis C6 des Halsmarks, treten als Radices spinales zwischen den vorderen und hinteren Wurzelfasern der Spinalnerven aus dem Rückenmark, ziehen zunächst in den Schädel und bilden nach dem Wiederaustritt den Ramus externus, von dem Muskeläste abgehen. Sie innervieren den Musculus sternocleidomastoideus und den Musculus trapezius und können als Spinalnerv angesehen werden.

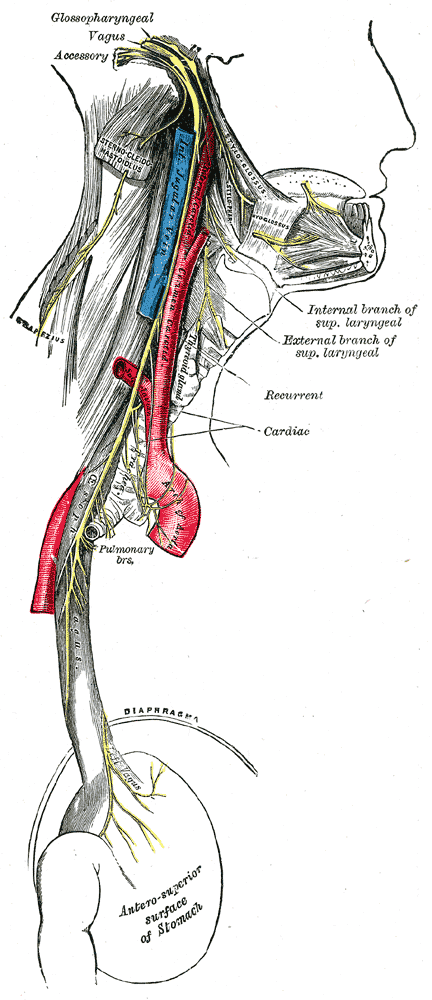
Darstellung der N. IX, N. X und N. XI („Accessory“) mit ihren Ästen nach dem Schädelaustritt, oben (Hirnnerven gelb, Halsschlagader rot, Drosselvene blau) – der kurze Ramus internus zum Vagus – der Ramus externus zu den Muskeln

## Radix spinalis bzw. Pars spinalis
Die Radices spinales („Rückenmarkswurzeln“) entstammen den oberen Halssegmenten des Rückenmarks. Allerdings treten sie im seitlichen Bereich aus dem Rückenmark aus und nicht über dessen Radix anterior. Die Fasern haben ihren Ursprung in einer Ansammlung von Motoneuronen, die als Nucleus nervi accessorii oder auch Nucleus principalis nervi accessorii bezeichnet werden. Die Nervenfasern steigen neben dem Rückenmark im Subarachnoidalraum auf und ziehen durch das Foramen magnum in die hintere Schädelgrube. Diese Faserportion bildet die Pars spinalis des Nervus accessorius.

## Radix cranialis bzw. Pars vagalis
Die Radices craniales („Schädelwurzeln“) treten unterhalb der Wurzeln des Nervus vagus im Sulcus posterolateralis aus der Medulla oblongata. Sie führen (branchio)motorische Fasern, wie die Hirnnerven Nervus glossopharyngeus (N. IX) und Nervus vagus (N. X), aus dem Nucleus ambiguus. Diese Faserportion bildet die Pars vagalis des Nervus accessorius. Ob sie nicht eigentlich dem Vagusnerven zugeordnet werden sollte, ist noch umstritten.

## Verlauf und Funktion
Die beiden Wurzelportionen vereinigen sich in der Schädelhöhle zum Truncus nervi accessorii, ziehen eine kurze Strecke nebeneinander in gemeinsamem Epineurium, und verlassen den Schädel durch das Foramen jugulare, Pars intermedia, begleitet vom Nervus vagus (durch das Foramen zieht hier auch der Nervus glossopharyngeus, liegt jedoch, durch eine Dura-mater-Brücke getrennt, in seinem eigenen Kompartiment). Meist schon beim Durchtritt im Foramen jugulare teilt sich der Nervus accessorius dann in zwei Äste auf, indem
- als Ramus internus die „branchiomotorischen“ Fasern der Radix cranialis bzw. Pars vagalis an den Nervus vagus abgegeben werden, der sie zwischen Ganglion superius [jugulare] und Ganglion inferius [nodosum] aufnimmt. Diese Fasern bilden gemeinsam mit einigen Vagusfasern aus dem Nucleus ambiguus den Nervus laryngeus recurrens – als Nerv des sechsten Kiemenbogens –, dessen Endast Nervus laryngeus inferior (bzw. caudalis bei Tieren) den unteren Schlundschnürer und die innere Kehlkopfmuskulatur versorgt.

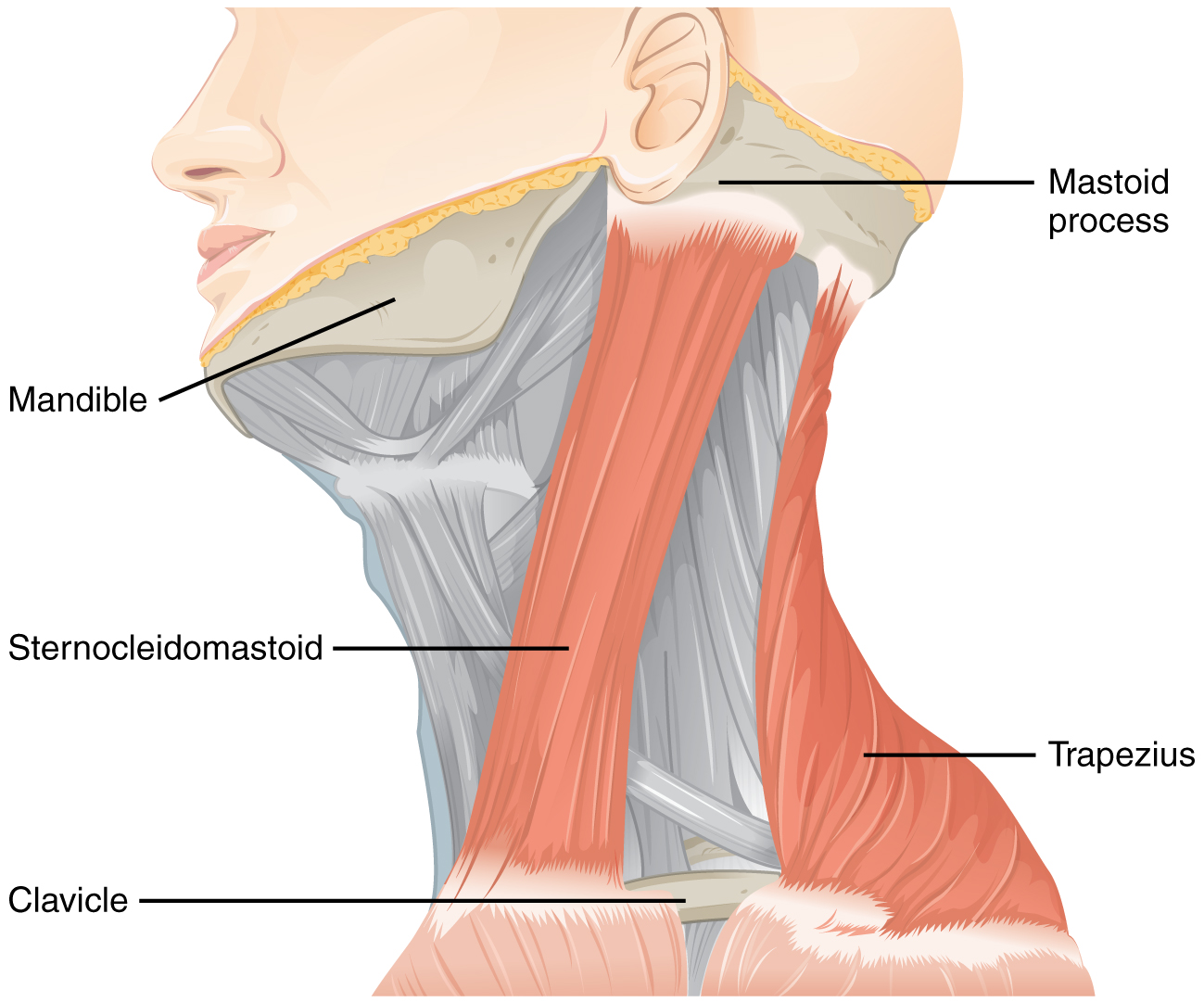
Der Nervus accessorius innerviert mit seinem Ramus externus den Musculus sternocleidomastoideus und den Musculus trapezius

- als Ramus externus die Faserportion der Radix spinalis bzw. Pars spinalis weiterzieht, die Vena jugularis interna kreuzend, zum Musculus sternocleidomastoideus und zum Musculus trapezius. Der Ast läuft, über dem Musculus levator scapulae liegend, schräg absteigend  durch das seitliche Halsdreieck, geht Verbindungen mit Ästen des Plexus cervicalis ein, und erreicht den Trapezmuskel von unten. Über diese und selbstständige Rami musculares aus dem Plexus cervicalis erreichen auch sensible, propriozeptive Fasern (für Muskelspindeln und Golgi-Sehnenorgane) die beiden Muskeln.

Fische haben diesen Nerven distinkt noch nicht, da sie keinen Hals haben, wohl aber die Fasern zu bestimmten spinal versorgten Kopfmuskeln.
Beim Jackson-Syndrom (Hirnnervensyndrom) kommt es zu Läsionen des Nervus accessorius, des Nervus vagus und des Nervus hypoglossus.